# Chaceon bicolor
Chaceon bicolor är en kräftdjursart som beskrevs av Manning och Lipke Bijdeley Holthuis 1989. Chaceon bicolor ingår i släktet Chaceon och familjen Geryonidae. Inga underarter finns listade i Catalogue of Life.